# Embelia borneensis
Embelia borneensis är en viveväxtart som beskrevs av Scheff. Embelia borneensis ingår i släktet Embelia och familjen viveväxter. Inga underarter finns listade i Catalogue of Life.